# Fritz von Below

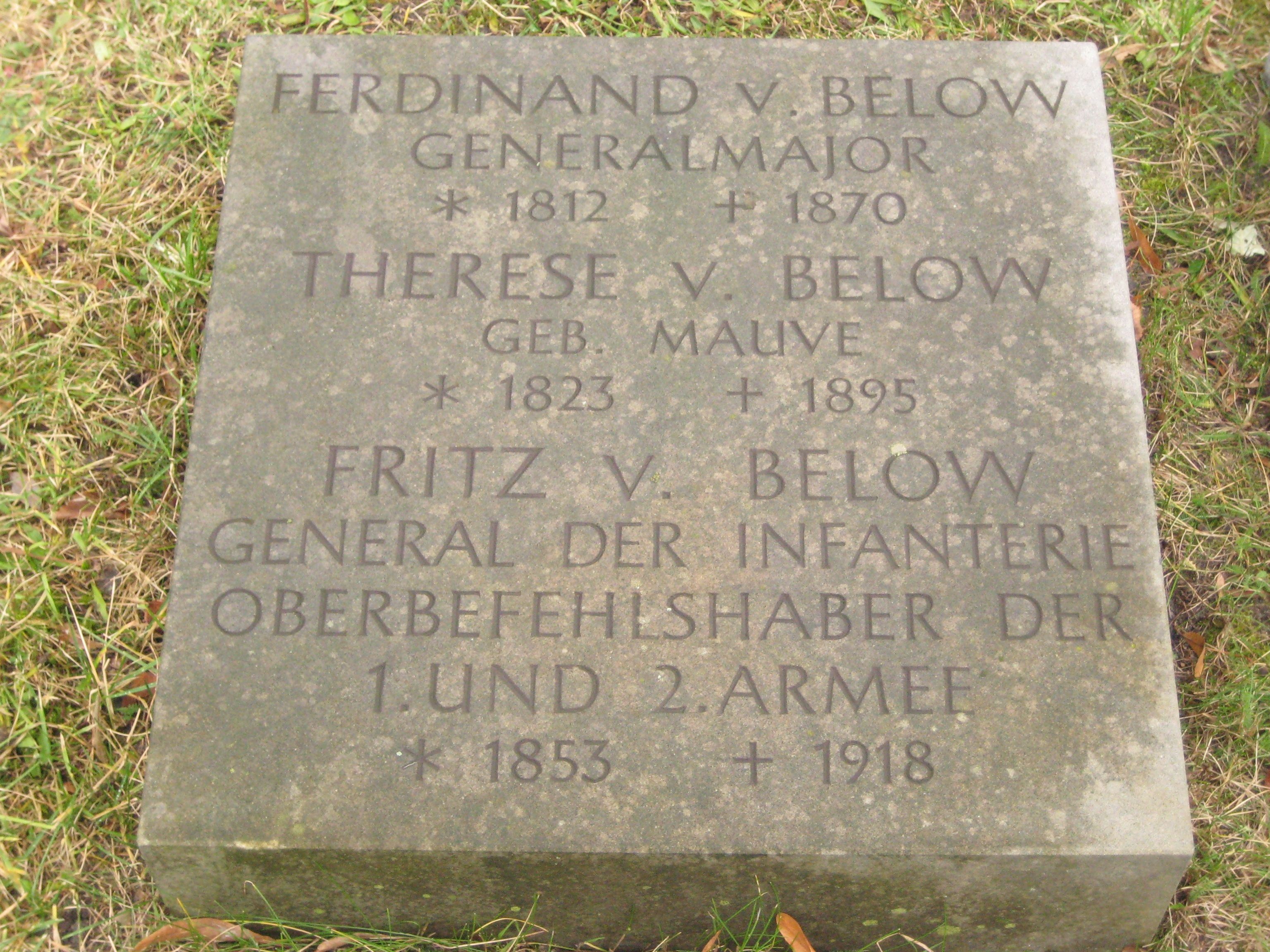
Sírja Berlinben

Fritz Theodor Carl von Below (Danzig, 1853. szeptember 23. – Weimar, 1918. november 23.) német tábornok az első világháború idején.

## Pályafutása
Katonacsaládban született. Apja, Ferdinand von Below tábornok a porosz–francia háborúban esett el 1870-ben. Öccse, Ernst von Below gyalogsági tábornok volt, unokaöccse, Otto von Below sikeresen harcolt a caporettói áttörésben. Fritz von Below 1912-től állt a 21. hadtest élén, amely 1914 augusztusában a lotaringiai csatában a Rupprecht bajor koronaherceg által vezetett 6. hadsereg centrumát alkotta. Októberben hadtestét a Karl von Bülow irányítása alatt álló 2. hadsereghez vezényelték Arras térségébe, a versenyfutás a tengerhez katonai művelet keretében. 1915 elején Kelet-Poroszországba helyezték át a 21. hadtestet. Itt harcolt sikeresen a 10. hadsereg kötelékében a második mazuri csatában, ahol a hadtest keleti átkaroló szárnyát vezette. Februárban kitüntették a Pour le Mérite érdemrenddel.
Ezután előléptették, a 2. hadsereg élére került Karl von Bülow helyére, Saint-Quentin térségébe. A Noyon és Gommecourt közötti nagy területen mindössze 3 hadosztály állt rendelkezésére, mert Falkenhayn szilárdan meg volt győződve arról, hogy a britek Arrasnál fognak támadni. Below, a légi felderítés adatai alapján tudta, hogy a brit támadás bármikor elkezdődhet, és utasította katonáit, hogy ássanak földalatti védelmi állásokat. A somme-i csata előtti héten a brit légierő hevesen bombázta a területet, de a német egységek nagy része az állásoknak köszönhetően sértetlen maradt. Below kitüntette magát a csatában, augusztus 11-én megkapta a tölgyfalevelet is a Pour le Mérite kitüntetés mellé.
Július közepén Falkenhayn az újonnan felállított 1. hadsereg élére nevezte ki Belowot, a Somme folyótól délre, ahol 1917 áprilisában a német védelmet vezette a második aisne-i csatában. Below felügyelte a gyalogság számára készülő új katonai kiképző kézikönyv szerkesztését, amely az első világháborúban szerzett német tapasztalatokat is magában foglalta. 1918. június 18-án a 9. hadsereg parancsnoki tisztségét bízták rá, de súlyosbodó betegsége miatt augusztus 7-én rendelkezési állományba helyezték. A háború befejeződése után novemberben elbocsátották a hadseregből, és röviddel utána tüdőgyulladásban meghalt.